# Strážné
Strážné (en allemand : Pommerndorf) est une commune du district de Trutnov, dans la région de Hradec Králové, en République tchèque. Sa population s'élevait à 218 habitants en 2020.

## Géographie
Strážné se trouve à 6 km au nord de Vrchlabí, à 24 km au nord-ouest de Trutnov, à 53 km au nord-nord-ouest de Hradec Králové et à 107 km au nord-est de Prague.
La commune est limitée par Špindlerův Mlýn au nord, par Pec pod Sněžkou à l'est, par Černý Důl au sud-est, par Dolní Dvůr au sud-est et au sud, et par Vrchlabí à l'ouest.

## Histoire
La première mention écrite de la localité date de 1754.